# „Tonne“/„Seedorf“-Anlage

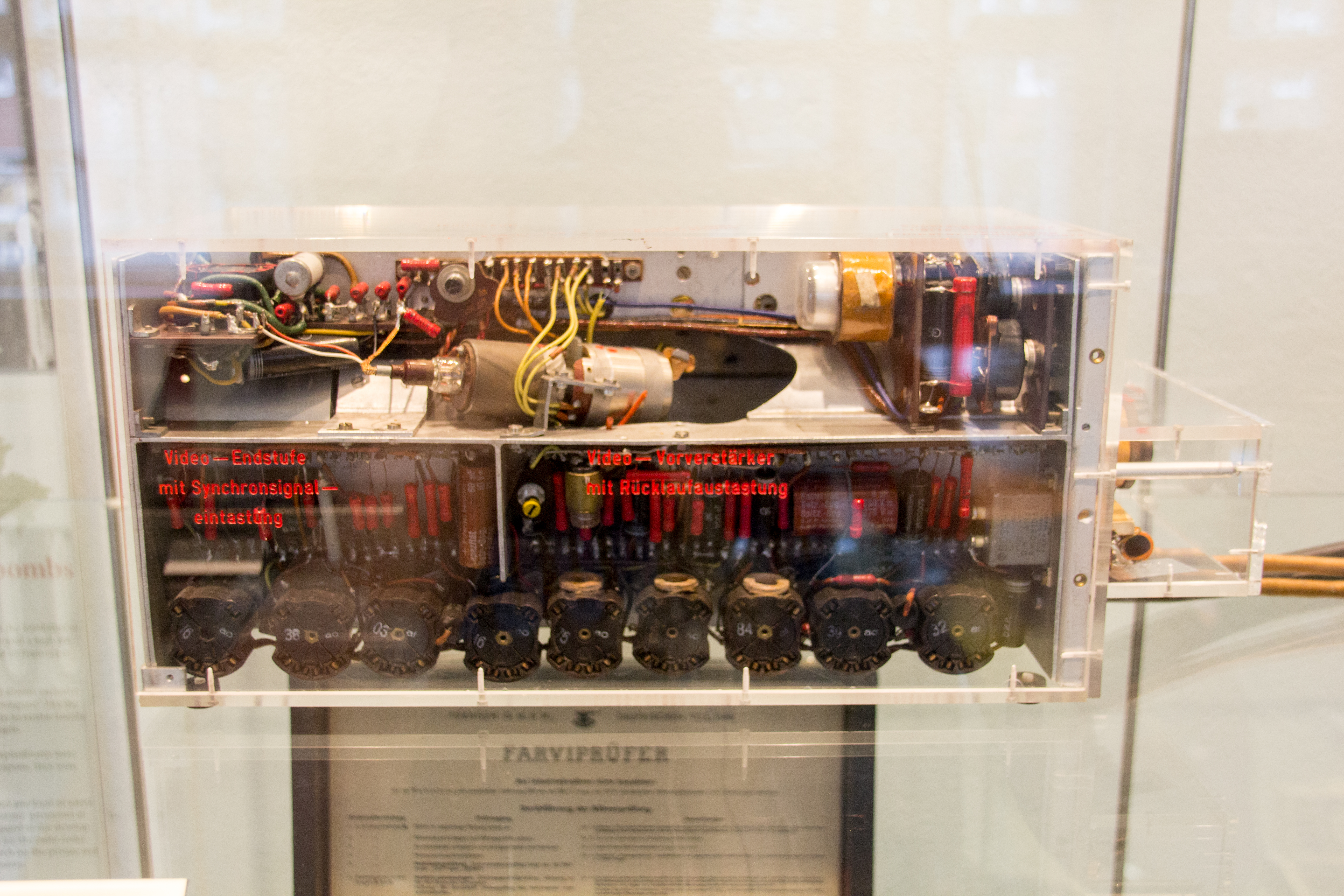
Fernlenkkamera Tonne

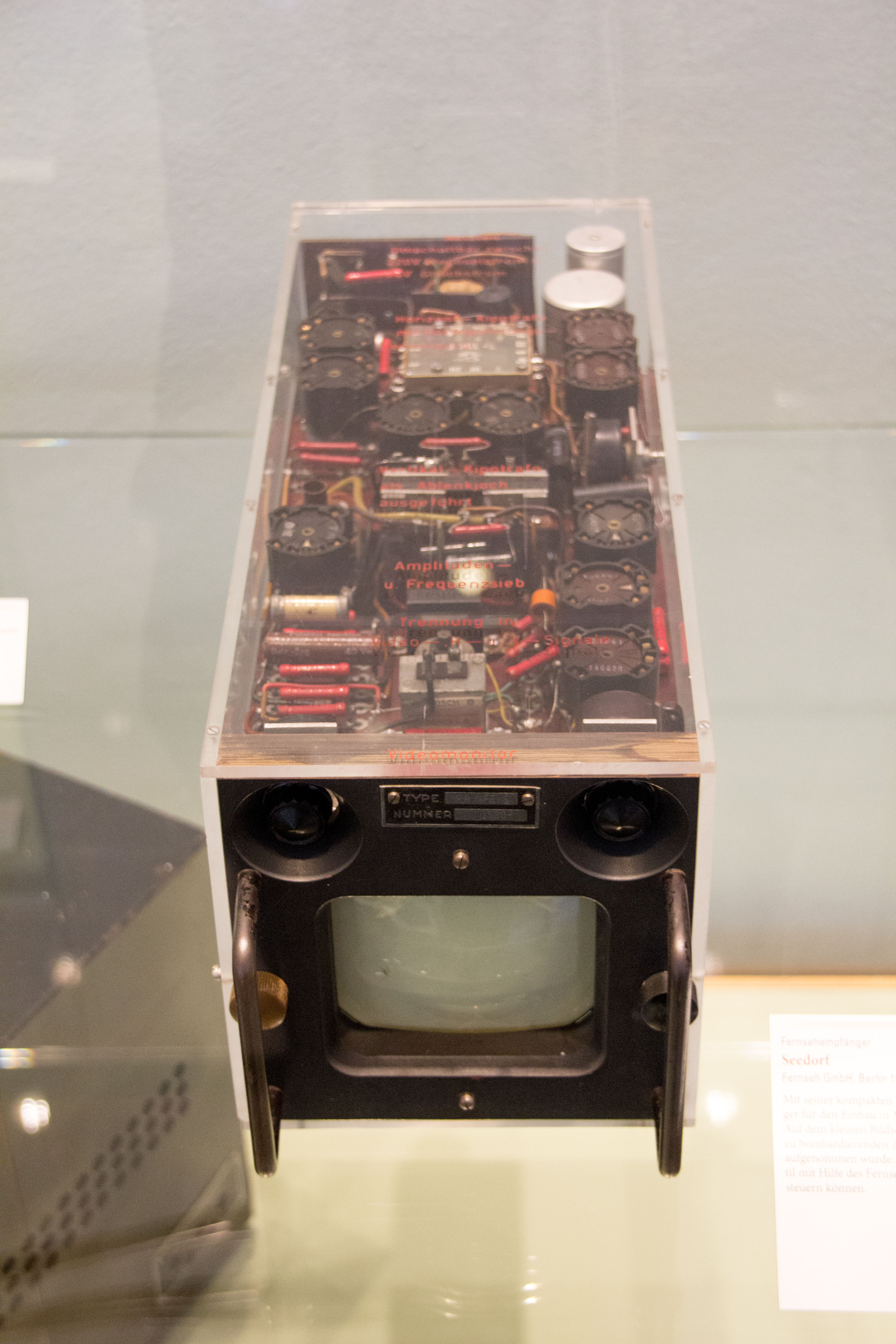
Empfänger Seedorf

Die Kombination Tonne/Seedorf war eine deutsche Entwicklung während des Zweiten Weltkrieges zur Lenkung von Henschel-Hs-293-Gleitbomben mit Fernsehsuchkopf und einem Sender („Tonne“) an Bord der Lenkbombe und einem Sichtgerät („Seedorf“) im Trägerflugzeug.

## Bedeutung
Mit der Anlage war es erstmals möglich, dass der Bomber nach Abwurf der Waffe abdrehte, ohne das Ziel weiter beobachten oder gar überfliegen zu müssen. Da die Hs 293 vornehmlich zur Schiffsbekämpfung vorgesehen war, musste sich das Trägerflugzeug nicht mehr der Flugabwehr des angegriffenen Schiffes aussetzen, wie beispielsweise bei der Fritz X.

## Technik
Die Anlage bestand aus einer Fernsehkamera im Bug der Gleitbombe Hs 293D, mit der Bilder vom Ziel über einen UKW-Sender an den Bildempfänger im Lenkflugzeug übermittelt wurden, die vom Bombenschützen zur Zielsteuerung genutzt werden konnten. Wichtigstes Teil der Fernsehkamera war eine kompakte Bildaufnahmeröhre (Superikonoskop). Sie wandelte das von einem Objektiv gelieferte optische Bild in elektrische Signale um, mit denen der in die Bombe eingebaute Sender moduliert und das HF-Signal zur Abstrahlung einem Verstärker mit Antenne zugeführt wurde.
Das Bild bestand aus 441 Zeilen bei 50 Bildwechseln nach dem Zeilensprungverfahren.
Im Trägerflugzeug beobachtete der Lenkschütze den Monitor, auf dem das Bild, das die Kamera im Lenkkörper aufnahm, wieder zu einem Fernsehbild zusammengesetzt wurde.
Die Lenkung der Bombe erfolgte mit der üblichen Steuerung der Hs 293, bestehend aus einem Sender (FuG 203) mit dem Decknamen („Kehl“) im Flugzeug und dem „Straßburg“-Empfänger (FuG 230) in der Gleitbombe.
Die Kombination aus Sender, Senderendstufe und TV-Empfänger wurde in nur geringer Stückzahl (rund 300 Stück) bei der „Fernseh GmbH“ (Bosch) gebaut und erprobt. Ein wahrscheinlich kurz nach dem Krieg in der Ausbildungswerkstatt von Bosch aus noch vorhandenen Teilen zusammengebauter Gerätesatz ist im Deutschen Technikmuseum Berlin zu besichtigen.